# Ravna Sika (Kornat)
Ravna Sika je nenaseljeni otočić u hrvatskom dijelu Jadranskog mora.
Njegova površina iznosi 0,04 km². Dužina obalne crte iznosi 0,74 km.

## Vanjske poveznice
|  | Zajednički poslužitelj ima još gradiva o temi Ravna Sika (Kornat) |